# アルプロン
株式会社アルプロンは、健康食品メーカーであり、プロテイン販売を主としている。
島根県で創業した。

## 概要[1]
アルプロンは人間の生命維持や身体活動などに欠かせない三大栄養素の一つである「たんぱく質（プロテイン）」を中心としたサプリメントの製造、販売を行っている。
スポーツサプリメントにおいては、世界市場予測としても今後も伸び続ける見込まれており、この良好な環境の中でアルプロンも成長し続けることを目指している。
当初はアスリートをサポートしたいという想いからスポーツサプリメントの開発や提供を行っていたが、これまでの培ったノウハウを基に、今後は世の中の人々がアクティブになれるような活動を行っていきたいと考えている。
プロテインの特徴は高品質な点だ。
ダブル膜処理という製法によりタンパク質含有量92.6％を実現している。
「同クラスのプロテインと比較しても高い数値」（坂本氏）という。
そして、それにも関わらず低価格なのがもう一つの特徴だ。
自社工場を持ち、原料調達から販売まで一貫して行うことにより、徹底したコスト削減を実現。
また、「毎日利用するものだから、できるだけ安くなければならない」という坂本氏の考えのもと、薄利多売に徹していることも大きい。
そのため、大手製品より約20％も安い価格に設定しているという。
自社ブランドが約150アイテムあり、スポーツ量販店や薬局チェーン、スポーツクラブチェーンなどで売られている。
同時に注力しているのがOEM提供だ。
現在、スポーツ量販店、薬局チェーン、スポーツクラブチェーンなどの健康関連企業を中心に約300アイテムのプロテイン商品を提供している。
「当社製プロテインの品質の高さが評価され、健康関連の企業からプライベートブランドをつくりたいという要望が頻繁に舞い込むようになりました」（坂本氏）。
プロテイン市場では後発である同社工場では、もともと多品種・少ロット生産を得意としている。
これまで培ったノウハウを活用し、OEM相手先企業の要望に合わせた商品を提供できることが同社の強みとなっている。

## 沿革[2]
アルプロンは島根県出雲市で2001年に創業した健康食品の製造販売会社。
プロテインなどスポーツサプリメントを中心に急成長中だ。
しかし、いきなり急成長を遂げたわけではない。
当初はアルプロン製薬の社名でβグルカン（多糖物質、強い免疫賦活作用、制癌作用を持つとされる）の製造販売事業に取り組んでいた。
2004年に経済産業省のベンチャー開発支援事業に認定され、同省の補助を受け、島根大学医学部産学連携センター地域医学共同研究部門との共同開発で高純度βグルカンの開発に成功。
さらに翌年、島根県の新産業創出プロジェクト（健康食品）の補助を受け、βグルカンの食品としての安全性に関する試験を実施した。
しかし、この分野では大手に伍して市場を開拓していくことは難しいとの判断から、プロテインの製造販売を中心とした健康食品事業に転換。
これが同社飛躍のターニングポイントとなった。
東京に企画販売会社を設立して、スポーツクラブやトレーニングジムをターゲットにOEM事業を展開。
その一方でインターネットを利用した通販で売上を拡大してきた。

## 主な取り扱い製品[3]

### プロテイン

#### ALPRONシリーズ
- ALPRON WPC プロテイン
- ALPRON ウェイトダウン
- ALPRON ウェイトアッププロテイン
- ALPRON ソイプロテイン
- ALPRON ミルクプロテイン

#### IZMOシリーズ
- IZMO WPC プロテイン
- IZMO O₂ WPC プロテイン
- IZMO ウェイトゲイナープロテイン
- IZMO WPC プロテイン
- IZMO ENERGYプロテイン -ジュニア向け-
- IZMO ホエイ＆ソイ プロテイン
- IZMO O₂ WPC プロテイン

#### EXシリーズ
- EX-SMOOTHIE SOY&WPI プロテイン
- EX-ENTRY WPC プロテイン
- EX-WOMEN WPC&SOY プロテイン
- EX-BODY MAKE WPI プロテイン

#### サプリメント
- ALPRON EAA
- 燃え×燃え -ダイエットサポートサプリ グレープフルーツ風味
- ALPRON BCAA
- EX-SUPPLI BURNER
- ALPRON クレアチン
- EX SUPPLI BLOCK -カロリーサポートサプリ-
- ALPRON EAA プレーン
- ALPRON グルタミン
- ALPRON アルギニン
- IZMO グルタミン
- IZMO BCAAs
- IZMO HMB
- IZMO クレアチン
- IZMO SUSANO -スサノオ-

### その他
- ALPRON シェイカー
- EX-SHAKER シェイカーボトル
- IZMO シェイカー
- IZMO スクイーズボトル
- プライムオリゴスティック

## 主な取引先[4]
- ウエルシア
- ツルハドラッグ
- スギ薬局
- サンドラッグ
- ドン・キホーテ
- カワチ薬品
- トライアル
- スーパースポーツゼビオ
- レデイ薬局
- B＆D
- セイムス
- 杏林堂
- ゆめタウン
- サンドラッグプラス
- くすりの福太郎
- TGN
- クスリのサンロード
- アインズ＆トルペ
- ゴダイ
- ププレひまわり
- 大賀薬局
- ダイエー
- とをしや薬局
- コクミン
- ふく薬品
- Victoria
- アカカベ
- イオン
- シグマ薬品
- チャーリー
- ビッグワン
- 宮本薬局
- クリエイト
- サンキュードラッグ
- トレーニングピット
- 柏葉薬局
- スポーツオーソリティ
- EXILE TRIBE STATION
- カイヤ
- ヤナガワ薬局
- alzo
- ユニバーサルドラッグ
- 琉球クオール

## 主な関連会社[4]
- 日本
  - 株式会社DNA FACTOR
  - 株式会社conddy